# Frank Brichau
Frank Brichau, né le 30 août 1949 à Hal (province de Brabant) et mort le 10 juin 2017 à Hanzinelle (province de Namur), est un auteur de bande dessinée réaliste, coloriste de bande dessinée et illustrateur belge.

## Biographie
Frank Brichau naît le 30 août 1949 à Hal,. Ses parents sont de Schaerbeek, où il passe sa jeunesse. À l’adolescence, il dévore les bandes dessinées d'André Franquin, Paul Cuvelier, Hermann, Grzegorz Rosiński qui l’émerveillent et il se met à rêver d'en faire également. Il accomplit ses études secondaires à l'Institut Saint-Luc de Bruxelles. Il apprend le dessin de lettres chez De Bue où il effectue son contrat d'apprentissage. 
Il étudie à l'Académie royale des beaux-arts de Bruxelles, pendant deux ans. Puis, en cours privé, il apprend la bande dessinée.
Il publie ses premières planches de bande dessinée dans Tintin en 1968 où il réalise deux courts récits de deux planches chacun. Il effectue son service militaire en Allemagne, où il remporte un concours de dessin organisé par son commandant. Rendu à la vie civile en 1971, il s'initie aux techniques du dessin publicitaire chez un de ses amis, le graphiste André Bandella,. Il y réalise des cartes à gratter. Il devient indépendant et exerce en tant qu'agent de publicité pendant 17 ans. La charge de travail s'amenuisant, il se décide à réaliser son rêve de jeunesse : faire de la bande dessinée.
Il publie son premier album de bande dessinée La Machination, le premier épisode de la série d'aventure Lucas aux Éditions Michel Deligne en 1985. À la suite de l'arrêt des publications de cet éditeur la même année, le récit Le Royaume de l'Enfer annoncé ne sera jamais publié.
Brichau trouve rapidement son propre style, un mélange entre réalisme et la ligne claire. Il réalise en 1988 le court récit mythologique de 5 pages Le Chagrin de Cycnus, publié dans le troisième numéro du périodique Jet des éditions Le Lombard en mars 1990.
C'est par l'intermédiaire de Jean-Claude De la Royère qu'il est mis en contact avec l'éditeur Claude Lefrancq. Ce dernier le met en relation avec Christian Denayer qui cherche un assistant. Il collabore avec Loup Durand et André-Paul Duchâteau sur la série T.N.T. (tomes 2 et 3,) dans la collection « BDÉvasion » aux éditions Lefrancq.
Dès 1992, il aborde la série Maigret en réalisant les décors des deux premiers tomes pour Philippe Wurm. Il s'associe à l'écrivaine Odile Reynaud pour dessiner les adaptations en bande dessinée des romans policiers de Georges Simenon. Maigret chez les Flamands, troisième tome de la série est ainsi publié par Lefrancq et les Éditions du Rocher en 1994. Le cinquième tome Maigret et le Corps sans tête sort trois ans plus tard.
En 1992, aux côtés de son ami le dialoguiste Jean-Claude De la Royère, il s'occupe du lettrage des livres pour enfants dans la collection « Image par Image » aux éditions Hemma,. La même année, il retrouve Christian Denayer qu'il assiste et réalise la mise en couleur du troisième tome de Gord scénarisé par Franz.
En 1995, il entame une longue collaboration avec Tibet — qui durera jusqu'à la mort de ce denier en 2010 —, d'abord comme coloriste de la série Ric Hochet puis comme décoriste à la suite de Didier Desmit et assistant sur les derniers épisodes de la série Chick Bill (67 à 70) et Aldo Remy (tomes 1 à 3).
En 1998, il rejoint Jean Graton et travaille comme décoriste sur l'album La Fièvre de Bercy de la série Michel Vaillant ainsi que comme coloriste du quatrième tome de la série Dossiers Michel Vaillant intitulé : Honda, 50 ans de passion.
Il revient au thriller avec la série Celadon Run scénarisée par Erik Arnoux pour laquelle il réalise l'encrage des planches d'Élie Klimos du premier tome en 1998 et il dessine le deuxième volume, : publié dans la collection « Bulle Noire » aux éditions Glénat en 1999 dont un extrait est prépublié dans le magazine Vécu.
Il illustre encore l'ouvrage Invente-moi un ami sur des textes de Mythic avec Frank Andriat aux Éditions Averbode en 2003.
En 2005, il réalise seul le onzième volume de la série Biggles présente, rebaptisée Airfiles intitulé : Les As de l’aviation aux éditions Miklo.
Comme coloriste on lui doit encore la série Gargouille de l'auteur canadien Tristan Demers pour les tomes 5, 6, 7, 9 et 10, le troisième tome de la série pour adultes Les Saintes nitouches d'Édouard Aidans aux éditions P & T Production en 1998 ainsi que des albums édités dans la collection « Philapost » du Centre belge de la bande dessinée comme Tibet tête-bêche, Reding - Tirs au but et Eddy Paape a des lettres.
En outre, il participe à l'album collectif Flash Back aux éditions Comic! Events en 1995.
Il fait partie de l'exposition collective La BD fête l'année Brel ! tenue au CBBD en novembre 2003.
Il meurt le 10 juin 2017 à Hanzinelle, à l'âge de 67 ans,.

### Vie privée
Il était l'époux de Martine De Bast, également coloriste de bande dessinée,,.

## Œuvres

### Albums de bande dessinée

#### Lucas
- 1. La Machination, Éditions Michel Deligne, Bruxelles, 1985
Scénario, dessin et couleurs : Frank Brichau -  (ISBN 2-87135-011-6)[19]

#### T.N.T.
- 2. Les 7 cercles de l'enfer, Lefrancq, coll. « BDÉvasion », Bruxelles, décembre 1991
Scénario : Loup Durand - Dessin : Frank Brichau, Christian Denayer - Couleurs : Frank Brichau -  (ISBN 2871530416),Découpage scénaristique: André-Paul Duchâteau
- 3. La Horde d'or, Lefrancq, coll. « BDÉvasion », Bruxelles, décembre 1992
Scénario : Loup Durand - Dessin : Frank Brichau, Christian Denayer - Couleurs : Frank Brichau -  (ISBN 2871531145),Découpage scénaristique: André-Paul Duchâteau

#### Maigret
- 1. Maigret et son mort[20], Lefrancq - Le Rocher, Bruxelles, septembre 1992
Scénario : Odile Reynaud - Dessin : Philippe Wurm - Couleurs : Martine De Bast -  (ISBN 2-87153-116-1)Adaptation de Georges Simenon. Décors : Frank Brichau
- 2. Maigret tend un piège, Lefrancq - Le Rocher, Bruxelles, 1993
Scénario : Odile Reynaud - Dessin : Philippe Wurm - Couleurs : Martine De Bast -  (ISBN 2-87153-143-9)Adaptation de Georges Simenon. Décors : Frank Brichau.
- 3. Maigret chez les Flamands, Lefrancq - Le Rocher, Bruxelles, mai 1994
Scénario : Odile Reynaud - Dessin et couleurs : Frank Brichau -  (ISBN 2871531706)Adaptation de Georges Simenon.
- 5. Maigret et le Corps sans tête, Lefrancq - Le Rocher, Bruxelles, mars 1997
Scénario : Odile Reynaud - Dessin et couleurs : Frank Brichau -  (ISBN 2268024393),Adaptation de Georges Simenon.

#### Celadon Run
- Les Yeux de Tracy Night, Glénat, coll. « Bulle Noire », Bruxelles, octobre 1998
Scénario : Erik Arnoux - Dessin : Élie Klimos - Couleurs : Martine Gesneau -  (ISBN 2-7234-2445-6),Encrage : Frank Brichau
- 2. La Colère du papillon[15], Glénat, coll. « Bulle Noire », Bruxelles, novembre 1999
Scénario : Erik Arnoux - Dessin : Frank Brichau - Couleurs : Martine Brichau -  (ISBN 2723428079)

#### Biggles présente, rebaptiséeAirfiles
- 11. Les As de l’aviation, Miklo, 2005
Scénario, dessin et couleurs : Frank Brichau -  (ISBN 2268024393)

#### Les Aventures de Chick Bill
- 68. L'Hideux Zorfeline[21], Le Lombard, Bruxelles, février 2007
Scénario : Tibet - Dessin : Frank Brichau, Tibet - Couleurs : Martine Brichau -  (ISBN 978-2-8036-2101-9)
- 69. Le Secret du géant Flure, Le Lombard, Bruxelles, juillet 2008
Scénario : Tibet - Dessin : Frank Brichau, Tibet - Couleurs : Martine Brichau -  (ISBN 978-2-8036-2439-3)
- 70. Qui veut gagner des filons ?, Le Lombard, Bruxelles, 15 janvier 2010
Scénario : Tibet - Dessin : Frank Brichau, Tibet - Couleurs : Martine Brichau -  (ISBN 978-2-8036-2632-8)

Comme coloriste

#### Ric Hochet
- 55. Qui a peur d'Hitchcock, Le Lombard, Bruxelles, octobre 1995
Scénario : André-Paul Duchâteau - Dessin : Tibet - Couleurs : Liliane Labruyère et Frank Brichau - (ISBN 2-80361-158-9)
- 56. Un million sans impôt, Le Lombard, Bruxelles, mai 1996
Scénario : André-Paul Duchâteau - Dessin : Tibet - Couleurs : Frank Brichau - (ISBN 2-80361-206-2)
- 57. L'Heure du kidnapping, Le Lombard, Bruxelles, octobre 1996
Scénario : André-Paul Duchâteau - Dessin : Tibet - Couleurs : Frank Brichau - (ISBN 2-80361-228-3)
- 58. Premières Armes, Le Lombard, Bruxelles, mai 1997
Scénario : André-Paul Duchâteau - Dessin : Tibet - Couleurs : Frank Brichau - (ISBN 2-80361-246-1),Cet album reprend douze histoires courtes Ric Hochet mène le jeu (5 planches), Le Mauvais Œil (5 planches), Enquête chez les "Timbrés" (5 planches), Ric Hochet contre "l’ombre" (5 planches), L'Énigme des photos express (5 planches), La Première Enquête de Ric Hochet (1 planche), L’Affaire de la case mystérieuse (4 planches), Seul Coupable (3 planches)…
- 59. La Main de la mort, Le Lombard, Bruxelles, janvier 1998
Scénario : André-Paul Duchâteau - Dessin : Tibet - Couleurs : Frank Brichau - (ISBN 2-80361-264-X)
- 60. Crime sur internet, Le Lombard, Bruxelles, septembre 1998
Scénario : André-Paul Duchâteau - Dessin : Tibet - Couleurs : Frank Brichau - (ISBN 2-80361-348-4)

Comme lettreur

### Collectifs
- Flash Back[25], Comic! Events, août 1995
Scénario : collectif - Dessin : collectif dont Frank Brichau - Couleurs : noir et blanc,Ce Flash Back a été réalisé en collaboration avec Bédéciné Illzach et édité à l'occasion du 10e festival BD Coxyde (15 juillet au 6 août 1995) à 1 500 exemplaires numérotés à la main. Rares textes et titres des séries en deux langues : français et flamand. D/1995/6941/06. Format à l'italienne.

### Livres pour enfants
Image par image
- 1. L'Histoire de Cendrillon, Hemma, Chevron, 1992
Scénario : Jean-Claude De la Royère - Dessin : José Cubero - Couleurs : quadrichromie -  (ISBN 2800622016),Lettrage : Frank Brichau
- 2. L'Histoire du petit Chaperon Rouge, Hemma, Chevron, 1992
Scénario : Jean-Claude De la Royère - Dessin : José Cubero - Couleurs : quadrichromie -  (ISBN 2800622024),Lettrage : Frank Brichau
- 3. L'Histoire de Blanche-Neige et les 7 nains, Hemma, Chevron, 1992
Scénario : Jean-Claude De la Royère - Dessin : José Cubero - Couleurs : quadrichromie -  (ISBN 2800622008),Lettrage : Frank Brichau
- 4. L'Histoire du Petit Poucet, Hemma, Chevron, 1992
Scénario : Jean-Claude De la Royère - Dessin : José Cubero - Couleurs : quadrichromie -  (ISBN 978-2-8006-2199-9),D'après l'œuvre originale de Charles Perrault. Lettrage : Frank Brichau

- Invente-moi un ami, textes de Mythic avec Frank Andriat, dessins de Frank Brichau, Éditions Averbode, Averbode, 2003.

#### Livres
: document utilisé comme source pour la rédaction de cet article.
- Jean Pirotte (dir.) et Luc Courtois, Du régional à l'universel. : L'imaginaire wallon dans la bande dessinée., Louvain-la-Neuve, Fondation wallonne Pierre-Marie et Jean-François Humblet, 1999, 310 p. (ISBN 978-2-9600072-3-7 et 2960007239, OCLC 1075833932), p. 208 lire sur Google Livres
- Jacques Fiérain, « Brichau, Frank », dans La BD dans les provinces de Liège, Namur et Luxembourg, Charleroi, Éd. l'Âge d'or, 2004, 112 p., ill. ; 31 cm (ISBN 9782960019698, OCLC 470388297, présentation en ligne), p. 15. .
- Philippe Mellot, Michel Denni, Laurent Turpin et Isabelle Morzadec, Trésors de la bande dessinée : BDM 2023-2024 - Catalogue encyclopédique et Argus, Paris, Les Arènes, novembre 2022, 23e éd., 1677 p., ill. ; 23 cm (ISBN 9791037507280, OCLC 1351462460, présentation en ligne), p. 254, 285, 760, 780, 1077, 1080, 1353. .